# SCC Skiljedomsinstitut
SCC Skiljedomsinstitut är en fristående enhet inom Stockholms handelskammare som erbjuder tvistlösningstjänster åt svenska och utländska personer, företag och stater. SCC Skiljedomsinstitut grundades 1917 och har till uppgift att erbjuda näringslivsparter som befinner sig i konflikt med varandra en kvalificerad möjlighet till tvistlösning vid sidan om det allmänna domstolsväsendet genom ett så kallar skiljeförfarande. Denna form av tvistlösning är ofta snabbare och mindre kostsam för parterna än en civilprocess i domstol. Processen är även flexibel och konfidentiell.
Skiljedomsinstitutet erbjuder tjänster internationellt och betraktas som ett av de mest kvalificerade instituten på detta område. Roten till detta renommé ligger i det avtal som slöts 1977 mellan den amerikanska American Arbitration Association  (AAA) och det dåvarande USSR Chamber of Commerce and Industry (USSRCCI), vilket innebar att SCC Skiljedomsinstitut skulle lösa kommersiella tvister mellan öst och väst.
SCC Skiljedomsinstitut har idag ett rykte om sig att erbjuda effektiv tvistlösning för stora tvister, att vara moderna och att erbjuda en användarvänlig process, t.ex. med SCC Platform.
År 2020 hanterade SCC 213 tvistemål mellan parter från 42 olika länder.
SCC:s kansli är beläget på Regeringsgatan 29 i Stockholm och består 2024 av tretton personer uppdelade på fyra rotlar.